# Liste von Filmschaffenden der DDR
Diese Liste enthält Regisseure, Drehbuchautoren, Schauspieler und weitere Personen, die in Filmen in der DDR mitwirkten. Sie ist nicht vollständig.

## Regisseure

### Alphabetisch

#### Spielfilmregisseure
Zu den bedeutendsten DEFA-Spielfilmregisseuren gehörten Kurt Maetzig, Konrad Wolf, Heiner Carow und Frank Beyer.
- Carl Ballhaus (1905–1968)
- Walter Beck (1929–2024)
- Bärbl Bergmann (1931–2003)
- Frank Beyer (1932–2006)
- Celino Bleiweiß
- Horst E. Brandt (1923–2009)
- Jürgen Brauer (* 1938)
- Heiner Carow (1929–1997)
- Slatan Dudow (1903–1963)
- Helmut Dziuba (1933–2012)
- Erich Engel (1891–1966)
- Eva Fritzsche (1908–1986)
- Klaus Gendries (1930–2023)
- Roland Gräf (1934–2017)
- Egon Günther (1927–2017)
- Iris Gusner (* 1941)
- Falk Harnack (1913–1991)
- Siegfried Hartmann (1927–2025)
- Joachim Hasler (1929–1995)
- Martin Hellberg (1905–1999)
- Karl-Heinz Heymann
- Wolfgang Hübner
- Kurt Jung-Alsen (1915–1976)
- Peter Kahane (* 1949)
- Edgar Kaufmann
- Georgi Kissimov
- Ralf Kirsten (1930–1998)
- Bruno Kleberg (1927–2005)
- Gerhard Klein (1920–1970)
- Gottfried Kolditz (1922–1982)
- Regine Kühn (* 1941)
- Siegfried Kühn (* 1935)
- Joachim Kunert (1929–2020)
- Rolf Losansky (1931–2016)
- Kurt Maetzig (1911–2012), Spiel- und Dokumentarfilme
- Günter Meyer
- Helke Misselwitz (* 1947), Spiel- und Dokumentarfilme
- Christa Mühl
- Roland Oehme (1935–2022)
- Konrad Petzold (1930–1999)
- Arthur Pohl (1900–1970)
- Günter Rätz (1935–2024)
- Günter Reisch (1927–2014)
- Ingrid Reschke (1936–1971), erste DDR-Regisdeurin mit einem langen Spielfilm
- Evelyn Schmidt (* 1949)
- Gunther Scholz (* 1944), Spiel- und Dokumentarfilme
- Horst Seemann (1937–2000)
- Rainer Simon (* 1941)
- Helmut Spieß (1902–1962)
- Wolfgang Staudte (1906–1984)
- Bernhard Stephan (* 1943)
- Erwin Stranka (1935–2014)
- Heinz Thiel (1920–2003)
- Tamara Trampe (1942–2021)
- Hannelore Unterberg (* 1940)
- János Veiczi (1924–1987)
- Kurt Veth
- Frank Vogel (1929–1999)
- Werner W. Wallroth (1930–2011)
- Lothar Warneke (1936–2005), Spiel- und Dokumentarfilme
- Kurt Weiler (1921–2016)
- Ulrich Weiß (1942–2022), Spiel- und Dokumentarfilme
- Hans Werner
- Konrad Wolf (1925–1982)
- Herrmann Zschoche (* 1934)

#### Dokumentarfilmregisseure
Zu den bekanntesten DEFA-Dokumentarfilmregisseuren gehörten Karl Gass, Walter Heynowski & Gerhard Scheumann. Jürgen Böttcher und Helke Misselwitz.
- Rainer Ackermann
- Angelika Andrees
- Giovanni Angella
- Lothar Barke
- Wolfgang Bartsch (1926–2014)
- Berthold Beißert
- Uwe Belz
- Róza Berger-Fiedler
- Siegfried Bergmann
- Jürgen Böttcher (* 1931)
- Heinz Brinkmann
- Frans Buyens¡ belgischer Dokumentsrfilmer
- Ernst Cantzler (* 1940)
- Richard Cohn-Vossen (* 1934)
- Jörg d’Bomba
- Lutz Dammbeck (* 1948), auch Animations- und Experimentalfilme
- Lothar Devaal
- Renate Drescher
- Hanna Emuth (1920–2008)
- Karl Farber
- Horst Flick
- Jörg Foth (* 1949)
- Karl Gass (1917–2009), etwa 120 Dokumentarfilme
- Heide Gauert
- Armin Georgi (1927–2013)
- Richard Groschopp (1906–1996)
- Joachim Hadaschik
- Joachim Hellwig (1932–2014)
- Hugo Hermann (1903–1975)
- Walter Heynowski (1927–2024), mit Gerhard Scheumann Filmstudio H&S
- Lew Hohmann (* 1944)
- Harry Hornig (1930–2022)
- Joop Huisken
- Joris Ivens (1898–1989)
- Max Jaap
- Gerhard Jentsch
- Günter Jordan (* 1941)
- Barbara Junge (* 1943)
- Winfried Junge (* 1935)
- Hans-Günter Kaden
- Marion Keller (1910–1998)
- Bruno Kleberg (1927–2005)
- Günter Klein
- Ulrich Kluck
- Volker Koepp (* 1944)
- Werner Kohlert (* 1939)
- Günter Kotte 1977
- Jochen Kraußer (* 1943)
- Werner Kreiseler
- Erich Legler
- Günter Lippmann
- Dagobert Loewenberg
- Alfons Machalz
- Kurt Maetzig (1911–2012), auch Spielfilme
- Walter Marten
- Trutz Meinl
- Helke Misselwitz (* 1947), auch Spielfilme
- Heinz Müller
- Rudolf Müller
- Karlheinz Mund (* 1937)
- Gitta Nickel (1936–2023)
- Peter Petersen
- Gerhard Respondek, auch Spielfilme
- Sebastian Richter 1989
- Peter Rocha
- Gerhard Scheumann (1930–1998), Studio H&S gemeinsam mit Walter Heynowski
- Gunther Scholz (* 1944), auch Spielfilme
- Rolf Schnabel (1925–1999)
- Helmut Schneider
- Siegfried Schönfelder
- Eduard Schreiber (* 1939)
- Klaus Schulze
- Dieter Schumann (* 1953)
- Horst Seemann, auch Spielfilme
- Roland Steiner
- Volker Steinkopff
- Simeon Stojanoff
- Heiner Sylvester
- Ted Tetzke
- Kurt Tetzlaff (1933–2022)
- Andrew Thorndike (1909–1979)
- Annelie Thorndike (1925–2012)
- Petra Tschörtner (1958–2012)
- Peter Vatter
- Andreas Voigt (* 1953)
- Peter Voigt 1975
- Lothar Warneke (1936–2005), vor allem Spielfilme

- Konrad Weiß (* 1942)
- Ulrich Weiß (1942–2022), auch Spielfilme
- Horst Winter
- Hans Wintgen
- Jochen Wisotzki

### Chronologisch
Die Regisseure sind in das Jahrzehnt ihres Regiedebüts eingeordnet.

#### 1950er Jahre
Spielfilme
- Herbert Ballmann
- Walter Beck
- Werner Bergmann
- Frank Beyer
- Heiner Carow
- Peter Hagen
- Siegfried Hartmann
- Joachim Hasler
- Hans Heinrich1
- Martin Hellberg
- Kurt Jung-Alsen
- Hans-Joachim Kasprzik
- Ralf Kirsten
- Gerhard Klein
- Johannes Knittel
- Hans-Erich Korbschmitt
- Joachim Kunert
- Georg Leopold
- Kurt Maetzig
- Konrad Petzold
- Arthur Pohl
- Günter Reisch
- Wolfgang Schleif2
- Helmut Spieß
- Heinz Thiel
- János Veiczi
- Frank Vogel
- Werner W. Wallroth
- Gustav von Wangenheim
- Friedrich Wolf

Spiel- und Dokumentarfilm
- Manfred Wekwerth
- Konrad Wolf

Dokumentarfilm
- Karl Gass
- Joris Ivens
- Marion Keller
- Bruno Kleberg
- Kurt Maetzig
- Andrew Thorndike
- Annelie Thorndike

#### 1960er Jahre
Spielfilm
- Rainer Bär
- Lothar Bellag
- Frank Beyer
- Horst E. Brandt
- Claus Dobberke
- Helmut Dziuba
- Roland Gräf
- Egon Günther
- Hubert Hoelzke
- Achim Hübner
- Hans Knötzsch
- Hans Kratzert
- Helmut Krätzig
- Rolf Losansky
- Wolfgang Luderer
- Helmut Nitschke
- Roland Oehme
- Ingrid Reschke
- Günther Rücker
- Ingrid Sander
- Helmut Schiemann
- Egon Schlegel
- Rainer Simon
- Günter Stahnke
- Christian Steinke
- Erwin Stranka
- Herrmann Zschoche

#### Spiel- und Dokumentarfilm
- Jürgen Böttcher
- Gerhard Respondek
- Horst Seemann

#### Dokumentarfilm
- Walter Heynowski
- Barbara Junge
- Winfried Junge
- Volker Koepp

#### 1970er Jahre
Spielfilme
- Celino Bleiweiß
- Klaus Gendries
- Iris Gusner
- Karl-Heinz Heymann
- Wolfgang Hübner
- Edgar Kaufmann
- Georgi Kissimov
- Siegfried Kühn
- Günter Meyer
- Christa Mühl
- Evelyn Schmidt
- Bernhard Stephan
- Hannelore Unterberg
- Kurt Veth
- Lothar Warneke, auch Dokumentarfilme
- Ulrich Weiß, auch Dokumentarfilme
- Hans Werner

Dokumentarfilme
- Heide Breitel
- Lutz Dammbeck, auch Animations- und Experimentalfilme
- Karlheinz Mund
- Gitta Nickel
- Gerhard Scheumann
- Gunther Scholz
- Lothar Warneke, meist Spielfilme
- Ulrich Weiß, auch Spielfilme

Animationsfilme, Experimentalfilme
- Lutz Dammbeck

#### 1980er Jahre
Spielfilme
- Jürgen Brauer
- Andreas Dresen, auch Dokumentarfilme
- Jörg Foth
- Gunter Friedrich
- Bodo Fürneisen
- Karola Hattop
- Peter Kahane
- Karl Heinz Lotz
- Helke Misselwitz, meist Dokumentarfilme
- Peter Welz

Dokumentarfilm
- Andreas Dresen, meist Spielfilme
- Thomas Heise
- Helke Misselwitz, auch Spielfilme
- Eduard Schreiber

## Drehbuchautoren
Drehbuchautoren der DEFA
- Jurek Becker (1937–1997)
- Margot Beichler
- Gudrun Deubener (1931–2009)
- Karl Georg Egel (1919–1995)
- Manfred Freitag (1934–1995)
- Joachim Nestler (1936–2002)
- Wolfgang Kohlhaase (1931–2022), wichtigster Drehbuchautor der DEFA
- Christa Kożik (* 1941)
- Regine Kühn (* 1941)
- Ulrich Plenzdorf (1934–2007)
- Günther Rücker (1924–2008)
- Helga Schütz (* 1937)
- Rudi Strahl (1931–2001)
- Angel Wagenstein (1922–2023)

## Dramaturgen
Dramaturgen der DEFA
- Christel Gräf
- Ridolf Jürschik, Chefdramaturg der DEFA
- Marion Rasche
- Erika Richter (1938–2020)
- Sabine Scholze (1944–2023)
- Klaus Wischnewski (1928–2003), Chefdramaturg der DEFA
- Dieter Wolf (* 1933)

## Kameraleute

### Chronologisch
DEFA
Die Kameraleute hatten einen entscheidenenden Anteil an der Qualität der Filme.
Bei der DEFA waren über 100   tàtig, darunter Julia Kunert als einzige Kamerafrau. Zu den wichtigsten gehörten Christian Lehmann, Jürgen Brauer und Thomas Plenert. Angegeben ist jeweils ein besonderer Film, an dem sie mitwirkten  
- Ernst Kunstmann (1898–1995), erster Leiter der Trickabteilung für Spielfilme, wirkte bereits vorher bei Caligari, Dr. Mabuse, Metropolis, Olympia
- Robert Baberske (1900–1958), vorher bereits Berlin. Die Sinfonie der Großstadt und einige Ufa-Filme, nach 1945 Das Beil von Wandsbeck, Der Untertan
- Werner Bergmann (1921–1990), mehrere erfolgreiche Filme von Konrad Wolf, wie Der geteilte Himmel, Ich war neunzehn, Goya

- Otto Hanisch (1927–2021), Signale – Ein Weltraumabenteuer, mehrere Indianerfilme
- Günter Marczinkowsky (1927–2004), Spur der Steine, Jakob der Lügner (einziger Oscar-nominierter DDR-Film)

- Roland Dressel (1932–2021), Heißer Sommer
- Christian Lehmann (1934–2023), über 150 Dokumentarfilme, darunter die Langzeitdokumentation Wittstock, Flüstern und Schreien
- Roland Gräf (1934–2017), Jahrgang 45, danach Regisseur
- Günter Ost (1935–2010), Denk bloß nicht, ich heule

- Peter Brand (1937–2023), Märkische Forschungen

- Jürgen Brauer (* 1938), Die Legende von Paul und Paula, Bis daß der Tod euch scheidet
- Thomas Plenert (1951–2023), erfolgreichster ostdeutscher Dokumentarfilmkameramann der Nachwendezeit, bis 1990  Die Beunruhigung, Winter adé
- Julia Kunert (1953–2022), Heim

- Peter Badel (* 1953), mehrere Veröffentlichungen über DEFA-Filmschaffende

### Alphabetisch
DEFA
Michael Albrecht, Albert Ammer, Erwin Anders, Robert Baberske, Peter Badel, Helmut Bergmann,  Werner Bergmann, Eberhard Borkmann, Peter Brand, Jürgen Brauer, Wolfgang Braumann, Roland Dressel, Ernst-Wilhelm Fiedler , Lothar Gerber , Roland Gräf, Otto Hanisch, Joachim Hasler, Günter Haubold,  Hans Heinrich, Ernst Hirsch, Siegfried Hönicke,  Günter Jaeuthe, Peter Krause, Hans-Jürgen Kruse, Julia Kunert, Fritz Lehmann, Jürgen Lenz, Günter Marczinkowsky,  Otto Merz, Bruno Mondi, Claus Neumann, Günter Ost, Thomas Rosié, Peter Sbrzesny,  Rainer M. Schulz, Ulrich K. T. Schulz, Rolf Sohre, Rolf Sperling, Hartwig Strobel, Peter Ziesche
Weitere
Gerhard Bode (TV),  Manfred Hildebrandt  (TV), 
Roland Worel (Staatliche Filmdokumentation)

## Szenenbildner
Diese Liste ist nach Geburtsjahren geordnet.
- Willy Schiller (1899–1973)
- Emil Hasler (1901–1986)
- Alfred Tolle (1903–1989)
- Oskar Pietsch (1918–2012)
- Gerhard Helwig (1924–2000)
- Harry Leupold (1928–2013)
- Hans Poppe (1928–1999)
- Paul Lehmann (* 1928)
- Georg Wratsch (1928–2006)
- Dieter Adam (* 1931)
- Alfred Hirschmeier (1931–1996)
- Georg Kranz (1934–2023)
- Peter Wilde (1939–2010)
- Lothar Kuhn (1946–2017)